# Duro da uccidere
Duro da uccidere è un film del 1990, diretto da Bruce Malmuth.

## Trama
Nel 1983, Mason Storm è un integerrimo detective della squadra omicidi di Los Angeles. Una sera decide di pedinare il pericoloso e potente boss della mafia Calabrese. Tenendosi a debita distanza, filma con la sua videocamera l'incontro tra il boss e due uomini che escono da una berlina di lusso. Il colloquio si tiene in una zona isolata e buia. Riconosce il primo uomo: è Valero, un altro boss mafioso, ma non riconosce il secondo uomo. Durante il colloquio, Mason scopre che il mister X amico di Valero è un influente e ambizioso politico che vuole ad ogni costo la poltrona del senatore Caldwell quale governatore della California, arrivando al punto di commissionare al boss il suo omicidio in cambio di un compenso a suon di dollari. Calabrese all'inizio è titubante, perché Caldwell è un uomo molto conosciuto ed ammirato dalla comunità. Alla fine, però, si lascia convincere sia da Valero che da mister X e, temendo di perdere un grosso affare, accetta la commissione. Prima di rientrare a casa Mason avverte per telefono Becker, il suo collega, della scoperta. Ma la telefonata è intercettata da due poliziotti che lavorano a stretto contatto con Becker. Durante il tragitto che lo riporta a casa, Mason ascolta il colloquio che ha registrato su cassetta e riconosce la voce dell'uomo misterioso. Tornato nella sua abitazione, nasconde il nastro insieme alla videocamera ma, poco dopo, tre uomini col volto coperto da passamontagna e armati di fucile a pompa irrompono nella villetta e approfittano del momento di intimità tra Mason e sua moglie Felicia. Uno di loro uccide Felicia con un colpo al petto e ferisce gravemente Mason. All'attentato sfugge miracolosamente Sonny, il figlio. Dopo aver requisito tutti i nastri trovati, i tre assassini, non contenti di aver messo fuori causa i due coniugi, piazzano la cocaina in ogni angolo della casa per screditare Storm e, nella loro efferatezza, uccidono anche Becker. I tre killer sono gli stessi poliziotti che lavorano a stretto contatto con Storm e Becker. Mason viene portato all'ospedale in condizioni disperate. Al suo capezzale corrono diversi personaggi, tra cui il politico Vernon Trent, il capitano Hulland, capo della omicidi nonché principale agente della scorta di Trent e il tenente dell'ufficio inchieste Kevin O'Malley. Quest'ultimo affronta a muso duro Hulland perché ha screditato Storm e minaccia di farlo a pezzi con le sue stesse mani. Poco dopo il diverbio, un medico comunica al capitano Hulland che Storm è morto. In realtà Storm non è morto, ma è in coma. L'unico a saperlo è proprio O'Malley, il migliore amico e collega di Mason, il quale impone al personale medico di non rivelare a nessuno il suo stato di coma. Pochi giorni dopo l'aggressione a Storm e alla sua famiglia, il senatore Caldwell è vittima di un attentato aereo. Al suo posto sale al potere Vernon Trent, in passato giudice istruttore. Quando Mason viene portato in ospedale in fin di vita, davanti ai cronisti finge commozione ed indignazione per l'accaduto. Una volta ereditata la poltrona di Caldwell, Trent promette di eliminare la violenza nel paese. Il suo motto è "io le promesse le mantengo". La gente e l'opinione pubblica crede di avere a che fare con un politico buono, onesto e attento ai bisogni dei cittadini ma, in realtà, la sua apparenza angelica nasconde un essere diabolico e avido di potere. È lui il mister X, il protagonista del filmino che lo ritrae mentre commissiona a Calabrese l'omicidio del senatore Caldwell. L'unico a saperlo è Storm, che però giace ancora in coma sotto il falso nome di John Doe. Sette anni più tardi si risveglia e subito fa conoscenza con la bella e premurosa infermiera Andy Stewart. La giovane donna comunica alla polizia che Mason Storm è uscito dal coma. Andy chiede del capitano O'Malley, ma quest'ultimo non è più in servizio e a ricevere le informazioni è il detective Goodhart, sergente dell'ufficio inchieste amico di Hulland. Il corrotto capitano assolda un killer di nome Jack Axel, anch'egli poliziotto corrotto, per mettere definitivamente a tacere Storm. Questo si introduce nell'ospedale e, dopo essersi travestito da medico, inizia la caccia a Storm e, nel frattempo uccide senza pietà una guardia e il fisioterapista che tiene sotto cura Mason, per far credere che Storm, nel caso riesca a fuggire, abbia organizzato la sua sanguinosa evasione. Con la complicità dell'infermiera Mason riesce a fuggire e trova rifugio in una villa a Ojai, un posto segreto che nessuno conosce, a parte Andy. Eppure Mason non si sente al sicuro, incalzato dagli uomini di Trent e dalla stampa che lo accusa di aver perpetrato una sanguinosa evasione. Per difendersi dalle accuse, Mason telefona allo studio giornalistico del direttore Jerry Dumphy e promette di consegnargli delle prove che lo scagionerebbero da tali accuse e ricondurrebbero al vero colpevole e ai suoi complici: Vernon Trent. Il perfido senatore ordina l'uccisione di Mason e il pedinamento dell'infermiera. I suoi sicari, dopo aver ucciso Marta, una collega di Andy, pedinano la stessa Andy per risalire al nascondiglio di Mason. Nonostante l'imboscata, i due riescono a fuggire. Dopo essersi completamente ripreso dal coma, Storm ritrova il suo amico O'Malley, il quale si è preso cura di Sonny. Intanto, Mason e Andy diventano sempre più complici e intimi e la loro amicizia si trasforma in amore passionale. Spacciandosi per agenti immobiliari, Andy e Mason si reintroducono nell'ex casa di lui. Mentre Andy distrae la padrona, Mason ritrova in un'intercapedine la telecamera con il filmato. O'Malley escogita un piano: andare alla stazione con Sonny e incontrarsi con Mason e Andy. L'obiettivo è consegnare ad un'emittente televisiva il duplicato del nastro che scagionerebbe Mason e inchioderebbe Trent. Il piano però fallisce: sempre più infuriati, i sicari di Trent uccidono O'Malley, che se non altro protegge la fuga di Sonny e gli consegna il nastro. Quintero, uno dei ceffi, raggiunge Sonny, ma Mason accorre in aiuto del figlio e lo elimina. Con le prove in pugno e determinato a vendicare la morte della moglie, decide di saldare un ultimo conto, introducendosi nella villa del senatore e, dopo aver sistemato i suoi uomini, tra cui Axel e Hulland, gli infligge una sonora lezione. Nello scontro si evidenzia la differenza tra la prestanza di Storm e l'inconsistenza fisica di Trent.
Quando sopraggiunge la polizia, Trent tira un sospiro di sollievo e crede di averla fatta franca, parandosi dietro il suo status di parlamentare. Uno dei superiori di Storm però riferisce di aver visto il filmato e ordina l'arresto del senatore il quale, incredulo, minaccia i poliziotti che lo stanno trasportando in prigione di denunciarli al capo della polizia per abuso di potere. Storm viene riabilitato, mentre il filmato che ritrae il senatore Trent a colloquio col padrino Calabrese diventa la notizia del giorno negli USA.

## Produzione
Le riprese del film si svolsero dal 3 aprile 1989 al 5 luglio 1989.
Il film è il secondo interpretato da Seagal, dopo il successo del suo primo film Nico (uscito nel 1988). Qui Seagal lo interpreta assieme a sua moglie di allora, l'attrice Kelly LeBrock.

## Distribuzione
Il film è stato distribuito in USA il 9 febbraio 1990.

## Accoglienza

### Critica
Il film ha ricevuto critiche miste. I critici hanno espresso una recensione abbastanza positiva sul film, ma hanno sottolineato la sua inferiorità rispetto al precedente film di Seagal, Nico. Sul sito Rotten Tomatoes ha ricevuto una valutazione del 33%.

### Incassi
Il film ha esordito al primo posto del botteghino statunitense, incassando quasi 10 milioni di dollari durante la prima settimana nei cinema. Ha concluso la sua corsa con un ricavato totale di 47.410.827 dollari negli Stati Uniti.